# Persea boldufolia
Persea boldufolia är en lagerväxtart som beskrevs av Mex. Persea boldufolia ingår i släktet avokador, och familjen lagerväxter. Inga underarter finns listade i Catalogue of Life.